# Joseph Pell Lombardi
Pour les articles homonymes, voir Lombardi.
Joseph Pell Lombardi est un architecte et investisseur immobilier vivant à New York, à la tête du bureau d'architecte Joseph Pell Lombardi.

## Biographie
Né à New York où il a passé son enfance, Joseph Pell Lombardi a déménagé à Irvington (NY) pour ses études. Il a obtenu son baccalauréat en architecture de l'université Carnegie-Mellon et a obtenu une maîtrise en préservation historique de l'université Columbia. Il a créé son cabinet d'architecture en 1969 pour se spécialiser dans la restauration, la préservation, la réutilisation adaptative et les nouveaux bâtiments contextuels, une spécialité non conventionnelle à une époque où l'architecture moderniste et les nouvelles constructions étaient la norme.
En 1976, Joseph Pell Lombardi a acheté et restauré la maison octogonale Armour-Stiner, monument historique national, située à Irvington, et a reçu un prix de préservation pour ce travail par le chapitre métropolitain de la Victorian Society in America en 1990.
D'autres exemples de son travail sont la restauration du château du Sailhant, un château du XIIe siècle à Andelat, en France, et la conversion à un usage résidentiel de la Liberty Tower, un gratte-ciel de 33 étages du début du XXe siècle, dans le quartier financier de Manhattan, à New York. À Manhattan, il a converti plus de 150 bâtiments commerciaux à des fins résidentielles et restauré plus de 100 maisons de ville.
Joseph Pell Lombardi est également le propriétaire de plusieurs de ses projets d'importance historique, et le New York Times l'a décrit comme « certaines personnes collectionnent les salières et les poivrières, Joseph Pell Lombardi collectionne les maisons » et « comme un Sherlock Holmes architectural, M. Lombardi patiemment dévoile les secrets des maisons, puis les restaure avec ferveur" ». Largement connu comme un expert de la préservation historique et de la réutilisation adaptative, Lombardi a été sollicité comme conférencier sur le sujet par diverses institutions, dont l'université Yale aux États-Unis et le Viva Centre au Brésil.
Il possède un appartement occupant un étage entier dans la Liberty Tower, qui, même s'il a eu plusieurs autres adresses, a toujours constitué sa résidence principale.